# Liste bedeutender Seeunfälle 1851–1875
Die Liste schwerer Seeunfälle 1851–1875 verzeichnet Unglücke der Seefahrt, bei denen Tote oder hohe Sachschäden zu beklagen waren.

## Liste
| Datum                  | Name             | Tote         | Hergang |
| ---------------------- | ---------------- | ------------ | --- |
| 4. Januar 1852         | Amazon           | 104          | 180 km südwestlich der Scilly-Inseln brach auf dem neuen britischen Raddampfer Amazon der Royal Mail Line, der sich auf seiner Jungfernfahrt zu den Westindischen Inseln befand, ein unkontrollierbares Feuer aus. Nur zwei Rettungsboote konnten zu Wasser gelassen werden, bevor das Schiff explodierte und unterging. 104 der 163 Menschen an Bord starben. |
| 26. Februar 1852       | HMS Birkenhead   | 445          | Der britische Truppentransporter lief vor Danger Point (Südafrika) auf Grund und sank. Es kamen 445 Personen (alles Männer) ums Leben; 193 überlebten, darunter alle Frauen und Kinder. |
| 21. Januar 1854        | Tayleur          | 362          | Der eiserne Klipper Tayleur der White Star Line lief in der Irischen See bei Sturm und Nebel auf die Felsen vor Lambay Island. 362 der 652 Menschen an Bord kamen dabei ums Leben. |
| 15. April 1854         | Powhattan        | 200–365 (?)  | Der 17 Jahre alte amerikanische Schoner Powhattan lief auf einer Fahrt nach New York bei Beach Haven (New Jersey) im Sturm auf Felsen und zerschellte. Alle Passagiere und Besatzungsmitglieder an Bord kamen ums Leben. Nach unterschiedlichen Quellen waren zwischen 200 und 365 Menschen an Bord. |
| Mai 1854               | City of Glasgow  | 480          | Der Passagierdampfer City of Glasgow der britischen Reederei Inman Line lief am 1. Mai 1854 aus dem Hafen von Liverpool in Richtung New York aus und verschwand mit 480 Menschen an Bord spurlos. Bis heute gibt es keine Hinweise auf seinen Verbleib oder den Grund des Verlusts. |
| 27. September 1854     | Arctic           | etwa 350     | Der Passagierdampfer Arctic der amerikanischen Collins Line kollidierte bei Cape Race vor Neufundland mit dem französischen Dampfer Vesta und sank während des vergeblichen Versuchs, die Küste zu erreichen. Aufgrund der Panik an Bord war keine organisierte Rettung möglich. Die Angaben über die Opfer schwanken zwischen 285 und 372 Opfern, am wahrscheinlichsten dürften etwa 350 Tote sein, darunter alle Frauen und Kinder an Bord. |
| 25. Oktober 1854       | Forerunner       | 33           | Der 1852 gebauter Segel-Dampfer der African Steam Ship Company lief an der Ostküste von Madeira vor der Ponta de São Lourenço auf Grund und sank. Drei Passagiere und elf Besatzungsmitglieder starben, zehn Passagiere und 23 Besatzungsmitglieder konnten gerettet werden. |
| 5. November 1854       | Johanne          | 77           | Vor Spiekeroog strandete bei Nordweststurm die mit 216 Auswanderern und 13 Besatzungsmitgliedern besetzte Bark Johanne. Das Fehlen geeigneter Rettungsmittel auf der Insel führte zum Tod von 77 Menschen. Die Übrigen konnten sich bei einsetzender Ebbe an den Strand retten. Die völlig unzureichenden Rettungsmittel auf der Insel führten zu ersten Rufen zur Gründung des deutschen Seenotrettungswesens. |
| 1. Januar 1855         | George Canning   | 164          | Der Hamburger Segler George Canning strandete in der Neujahrsnacht 1854/55 in einem Orkan auf dem Großen Vogelsand in der Elbmündung. Alle 164 Passagiere und Besatzungsmitglieder kamen bei dem Untergang ums Leben. |
| 15. Februar 1855       | La Sémillante    | 693          | Die mit Truppen und Ausrüstung für den Krimkrieg beladene französische Fregatte La Sémillante wurde in der Straße von Bonifacio zwischen Sardinien und Korsika von einem Orkan überrascht, auf die Felsen der Îles Lavezzi getrieben und von der Brandung zerschlagen. Von den 693 Seeleuten und Soldaten an Bord überlebte niemand. |
| 23. Januar 1856        | Pacific          | 186          | Der amerikanische Raddampfer Pacific der Collins Line war mit 186 Passagieren und Besatzungsmitgliedern an Bord auf dem Weg von Liverpool nach New York, als er kurz nach der Abfahrt spurlos verschwand. Erst 1991 wurde an der Küste von Wales das Wrack des Schiffs gefunden. Bis heute ist die Unglücksursache unklar. |
| 19. Februar 1856       | John Rutledge    | 135          | Das Segelschiff John Rutledge (ca. 1600 t) der New York & Liverpool Packet Company, das drei Tage zuvor mit 120 Passagieren und 16 Mannschaftsmitgliedern an Bord unter dem Kommando von Kapitän Kelly in Liverpool mit Ziel New York abgelegt hatte, rammte in einem Sturm einen Eisberg und wurde aufgegeben. Alle Personen an Bord konnten das Schiff verlassen, doch im Sturm verschwanden die Rettungsboote spurlos. Der Schotte Thomas W. Nye wurde am 28. Februar von der Germania gefunden und nach New York gebracht. Er war der einzige Überlebende des Unglücks.                                                           |
| Februar 1856           | Ocean Queen      | 123          | Der Klipper Ocean Queen der amerikanischen Reederei London and New York Line verließ mit 90 Passagieren und 33 Besatzungsmitgliedern an Bord am 8. Februar 1856 London zu einer Atlantiküberquerung nach New York. Nach einer Sichtung vor der Isle of Wight am 15. Februar wurde nie wieder etwas von dem Schiff gehört. |
| Februar 1856           | Driver           | 372          | Der britische Klipper Driver (1.594 t) lief mit 28 Mannschaftsmitgliedern und 344 Passagieren unter dem Kommando von Kapitän Nicholas Hobberton am 12. Februar 1856 in Liverpool aus und verschwand auf hoher See. Das Schiff wurde nie wieder gesehen. |
| Februar 1856           | Umea             | 20           | Das erst im Vorjahr gebaute schwedische Dampfschiff Umea (Länge 44 m) ging in einem Schneesturm auf der Fahrt von Sundsvall nach Stockholm unter. 15 Personen konnten in einem Rettungsboot auf eine verlassene Insel flüchten und wurden nach drei Tagen gerettet. 20 Personen ertranken. Grund für den Untergang war vermutlich zu schwere Fracht an Deck. |
| 24. September 1856     | Niagara          | 60–70        | Auf dem Raddampfer Niagara brach auf dem Michigansee wenige Meilen vor Port Washington ein Feuer im Bereich des Maschinenraums aus. Der Dampfer brannte komplett aus und ging unter. In der Panik wurden die Rettungsboote gestürmt, von denen alle bis auf eines kenterten. Von den etwa 175 Passagieren und Besatzungsmitgliedern kamen zwischen 60 und 70 ums Leben (die Zahlen weichen in den Quellen voneinander ab). |
| 2. November 1856       | Lyonnais         | 130          | Das französische Dampfschiff Lyonnais, das am Vortag New York verlassen hatte, kollidierte 50 Seemeilen südöstlich des Feuerschiffs von Nantucket mit der amerikanischen Bark Adriatic und sank. Von den 146 Passagieren und Besatzungsmitgliedern überlebten nur 16 auf einem Floß, das von der deutschen Bark Elise gefunden wurde. Die anderen Rettungsboote wurden nie gefunden. |
| 13. Februar 1857       | Tempest          | 150          | Nach dem Ablegen in New York verschwand der Dampfer Tempest der britischen Anchor Line spurlos auf dem Nordatlantik. Er wurde nie wieder gesehen. |
| 20. August 1857        | Dunbar           | 121          | Am Eingang zum Hafen von Sydney kam es an Bord des britischen Segelschiffs Dunbar bei heftigen Winden und starkem Regenfall zu einer navigatorischen Fehleinschätzung, sodass das Schiff auf Felsen lief und zerschellte. Von den 122 Menschen an Bord überlebte nur ein einziges Besatzungsmitglied. |
| 12. September 1857     | Central America  | 425          | Der Schaufelrad-Segel-Passagierdampfer Central America versank mit 425 Menschen nach Wassereinbruch und tagelangem Kampf gegen einen Sturm. Das Schiff war mit 477 Passagieren und 101 Crew-Mitgliedern auf den Weg von Panama nach New York City, mit einem Zwischenaufenthalt in Havanna. Es hatte eine große Ladung Gold an Bord. Durch den Verlust des Goldes wurde die Wirtschaftskrise von 1857 verschärft. Das Wrack wurde 1987 geortet und große Mengen Gold gehoben. |
| 22. September 1857     | Lefort           | 825          | Das russische Linienschiff Lefort geriet auf der Fahrt von Reval nach Kronstadt zwischen den Inseln Gogland und Bolschoi Tjuters in eine Querbö, kenterte und sank. Bis auf einen Matrosen, der in Gogland an Land gespült wurde, kamen alle 825 Personen an Bord ums Leben. |
| 13. Juni 1858          | Pennsylvania     | 200–250      | Auf dem Mississippi River explodierten in der Nähe von Memphis die Kessel des Raddampfers Pennsylvania. Von den etwa 450 Menschen an Bord kamen unterschiedlichen Quellen zufolge zwischen 200 und 250 ums Leben, darunter Henry Clemens, der Bruder von Mark Twain. Twain war selbst bis wenige Tage zuvor ein Mitglied der Besatzung des Dampfers gewesen. |
| 13. September 1858     | Austria          | 471          | Der Passagierdampfer Austria der HAPAG geriet auf dem Weg von Hamburg in die USA mit 538 Menschen an Bord in Brand, als der Schiffsarzt die Zwischendecks ausschwefeln ließ. An Bord brach Panik aus, eine geordnete Rettung war unmöglich. Nur 61 Überlebende konnten sich mit einem Rettungsboot von dem sinkenden Schiff retten und wurden von der französischen Bark Maurice aufgenommen, 471 Passagiere und Besatzungsmitglieder starben. |
| 27. April 1859         | Pomona           | 391          | Auf dem Weg von Liverpool nach Amerika strandete bei Sturm und Dunkelheit der amerikanische Klipper Pomona auf einer Sandbank sieben Meilen vor Ballyconigar an der Küste der irischen Grafschaft Wexford. Während das Schiff festsaß und der Starkwind zunahm, gelang es kaum, die Rettungsboote ordnungsgemäß zu Wasser zu lassen. Die meisten gingen in den stürmischen Wellen unter. 18 Männer der Besatzung und drei Passagiere, alles Männer, schafften es lebend an Land, während 391 Passagiere und Mannschaftsmitglieder ums Leben kamen.                                                                                    |
| 26. Oktober 1859       | Royal Charter    | 449          | Der Klipper Royal Charter, der Passagiere und Fracht von Liverpool nach Australien brachte, geriet vor Anglesey in einen schweren Sturm. Das Schiff wurde gegen die Felsen geschleudert, brach auseinander und sank. Nur 39 Menschen überlebten, alles Männer. 449 Personen starben, darunter alle Frauen und Kinder an Bord. Der Untergang der Royal Charter ist bis heute das schwerste Schiffsunglück an der Küste von Wales. |
| 19. Februar 1860       | Hungarian        | 205          | Das Dampfschiff Hungarian der Allan Line strandete auf den Felsen von Cape Ledge vor Cape Sable Island an der Küste von Nova Scotia (Kanada) und sank mit allen Passagieren und Besatzungsmitgliedern an Bord. |
| 8. September 1860      | Lady Elgin       | ca. 400      | Bei Dunkelheit und stürmischer See wurde der Raddampfer Lady Elgin, die so genannte „Königin der Großen Seen“, auf dem Michigansee von dem unbeleuchteten Schoner Augusta gerammt und sank innerhalb von 20 Minuten. Über 400 Menschen kamen durch das bis heute schwerste Schiffsunglück auf den Großen Seen ums Leben. Unter den Toten waren viele Deutsche und Iren. |
| 10. September 1860     | Alliance         | mindestens 9 | Auf dem Borkum vorgelagerten Hohen Riff strandete die Brigg Alliance. Dabei kam die gesamte Besatzung nach langem Todeskampf vor den Augen der untätigen Bevölkerung, die es nur auf die Ladung des Schiffes abgesehen hatte, ums Leben. Das Verhalten der Bevölkerung sowie das Nichtvorhandensein von Rettungsmitteln an der Küste sorgte überregional für große Empörung und führte zur Gründung der Deutschen Gesellschaft zur Rettung Schiffbrüchiger im Jahre 1865. |
| 20. September 1860 (?) | Levant           | 190          | Die amerikanische 20-Kanonen-Brigg Levant mit 190 Besatzungsangehörigen verschwand auf dem Weg von Hawaii nach Panama aus ungeklärten Gründen im östlichen Pazifik. Vermutlich war das Schiff, das Hawaii am 18. September verlassen hatte, um den 20. September in einen Hurrikan geraten und gesunken. Von der Besatzung überlebte niemand. Im Juni 1861 wurden auf Hawaii Trümmerstücke angespült, die dem Schiff zugeordnet werden konnten, was die These, dass das Schiff in einem Sturm sank, bestätigen würde. |
| 8. Oktober 1860        | Sesia            | 42           | Das für den Personentransport umfunktionierte Kanonenboot der sardischen Marine Sesia ging am 8. Oktober 1860 nach einer Kesselexplosion auf dem Gardasee vor Limone sul Garda verloren. Von den 60 Personen an Bord überlebten nur 18. Der Untergang der Sesia ist der größte Schiffsunfall auf einem italienischen Binnengewässer. |
| 4. Juni 1861           | Canadian         | 35           | Der Passagierdampfer Canadian der Allan Line lief in der Belle Isle-Straße zwischen der Labrador-Halbinsel und Neufundland acht Seemeilen vom Land entfernt auf Eis. Das Schiff wurde auf voller Länge aufgerissen und sank eine halbe Stunde nach der Kollision. Zwar konnten in der Zwischenzeit alle an Bord befindlichen Menschen das Schiff verlassen, aber eines der Rettungsboote kenterte und alle 35 Insassen ertranken. 266 Überlebende wurden geborgen. |
| 20. August 1861        | Herzogin Marie   | 0            | Die frachtgehende mecklenburgische Bark Herzogin Marie schlug vor Aveiro (Portugal) im Atlantik leck und sank. Besatzung (13 Mann) und Passagiere (zwei Personen) konnten sich retten. |
| 27. Juli 1862          | Golden Gate      | 204          | Etwa 15 Meilen vor Manzanillo an der mexikanischen Küste geriet der amerikanische Raddampfer Golden Gate mit 338 Menschen an Bord in Brand, wurde auf Grund gesetzt und brach in der Brandung auseinander. 204 Passagiere und Besatzungsmitglieder kamen um. |
| 7. Februar 1863        | Orpheus          | 189          | Vor der Westküste von Auckland (Neuseeland) sank das Flaggschiff des australischen Geschwaders der britischen Marine. 189 von 259 Besatzungsleuten starben. |
| 27. April 1863         | Anglo Saxon      | 238          | Der Passagierdampfer Anglo Saxon befand sich mit 445 Passagieren und Besatzungsmitgliedern auf dem Weg von Liverpool nach Québec, als er vor Cape Race an der Küste von Neufundland in dichtem Nebel mit einem Felsen kollidierte und sank. Der Untergang der Anglo Saxon war mit 238 Toten das bis dahin schwerste Schiffsunglück auf dem Nordatlantik und der größte Verlust von Menschenleben auf einem Schiff der Allan Line. |
| 27. April 1865         | Sultana          | 1.700        | Auf dem Mississippi River explodierten drei Kessel des als Truppentransporter im Sezessionskrieg genutzten Raddampfers, der daraufhin in Flammen aufging und binnen kürzester Zeit sank. Zahlreiche andere Schiffe in der Nähe konnten aufgrund der immensen Hitzeentwicklung keine Hilfe leisten. |
| 30. Juli 1865          | Brother Jonathan | 225          | Bei stürmischer See prallte der Raddampfer Brother Jonathan mit 244 Menschen und viel Gold an Bord vor Crescent City an der kalifornischen Küste auf einen bis dahin nicht verzeichneten Unterwasserfelsen und sank. Nur ein einziges Rettungsboot mit 19 Menschen darin entkam dem Untergang. Mit 225 Toten war es das bis dahin schwerste Schiffsunglück an der amerikanischen Pazifikküste. |
| 11. Januar 1866        | London           | 220          | Das britische Passagierschiff London, das sich mit 239 Personen an Bord auf dem Weg von Gravesend nach Melbourne befand, geriet im Golf von Biskaya in einen Sturm, der das Schiff zum Rollen brachte. Seewasser drang in den Rumpf, löschte das Feuer in den Kesseln und brachte den Dampfer schließlich zum Sinken. Nur ein Rettungsboot mit 16 Besatzungsmitgliedern und drei Passagieren darin konnte zu Wasser gelassen werden, bevor die London sank. Alle anderen Reisenden kamen um. |
| 14. Mai 1866           | General Grant    | 68           | Die Bark war mit 83 Passagieren und Besatzungsmitgliedern auf dem Weg von Melbourne nach London, als sie vor den Aucklandinseln vom Kurs abkam, auf die Klippen prallte und von der Flut in eine felsige Höhle geschoben wurde. Der Hauptmast zerbrach an der Decke der Höhle und in der Panik konnten nur wenige Rettungsboote ausgesetzt werden und die Höhle verlassen. Nur 15 Menschen überlebten das Unglück, darunter nur eine Frau. Die Überlebenden wurden erst im November 1867, eineinhalb Jahre nach dem Unglück, gefunden. Nur zehn von ihnen waren noch am Leben.                                                        |
| 12. Juli 1866          | Cawarra          | 61           | Auf dem Weg nach Brisbane geriet der australische Passagierdampfer Cawarra in einen schweren Sturm, in dem insgesamt 15 Schiffe untergingen und der 77 Menschenleben forderte. Die Cawarra brach ihre Reise ab und suchte Schutz im Hafen von Newcastle, wo sie jedoch von hohen Wellen erfasst wurde und sank. Von den 62 Menschen an Bord überlebte nur einer. |
| 3. Oktober 1866        | Evening Star     | 262          | Auf einer Fahrt von New York nach New Orleans geriet der amerikanische Passagierdampfer Evening Star etwa 180 Meilen östlich von Tybee Island in einen schweren Orkan. Gewaltige Brecher beschädigten die Decksaufbauten, sodass sich die Wellen in das Schiff ergossen, den Maschinenraum fluteten und die Feuer in den Kesseln löschten. Die Segel wurden zerfetzt, das Ruder reagierte nicht mehr und die Rettungsboote wurden in der schweren See überschwemmt. Die Evening Star kenterte schließlich und ging unter. Von den 278 Passagieren und Besatzungsmitgliedern überlebten nur 16, darunter nur zwei der etwa 100 Frauen. |
| 29. Oktober 1867       | Rhone            | 124          | An der Küste von Salt Island bei den britischen Jungferninseln (Karibik) sank das britische Passagierschiff Rhone der Royal Mail Line in einem schweren Hurrikan. Von den 147 Menschen an Bord überlebten nur 23 Besatzungsmitglieder. Die Passagiere waren den damaligen Gepflogenheiten entsprechend an ihre Betten gebunden und konnten nicht entkommen. Das Wrack ist heute eines der populärsten in der Karibik. |
| 25. November 1868      | Hibernia         | 78           | Im Nordatlantik 700 Meilen westlich von Irland brach mitten in der Nacht in einem Orkan die Welle des britischen Dampfschiffs Hibernia, das sich mit 133 Menschen an Bord auf dem Rückweg nach Glasgow befand. Das Schiff lief voll und sank. Alle Rettungsboote wurden sicher zu Wasser gelassen, wurden aber im Sturm verstreut und gingen teilweise verloren. |
| 28. Januar 1870        | City of Boston   | 191          | Nach dem Ablegen in Halifax verschwand der britische Passagierdampfer City of Boston der Inman Line mit 191 Menschen an Bord spurlos auf dem Nordatlantik. Er kam nie in Liverpool an. Es wurde nie eine Spur von dem Schiff gefunden, sein Schicksal ist unklar. |
| 6. September 1870      | Captain          | 474          | Die neu gebaute britische Panzerfregatte Captain geriet auf ihrer Jungfernfahrt vor Kap Finisterre nachts in einen schweren Sturm und kenterte, weil eine Böe die Fregatte auf die Seite drückte und Wasser in das zu niedrig angelegte Artilleriedeck eindringen konnte. Insgesamt starben 474 Menschen, darunter auch der Konstrukteur des Schiffes, Captain Cowper Phipps Coles. Nur 18 Besatzungsangehörige überlebten. Ein Untersuchungsausschuss der Royal Navy sah die Verlustursache später in einem Konstruktionsfehler. |
| 19. Oktober 1870       | Cambria          | 179          | Das Passagierschiff Cambria der britischen Anchor Line prallte vor der Küste der irischen Grafschaft Donegal bei stürmischer See mit voller Fahrt auf das schroffe Felsenufer der Insel Inishtrahull. Das einbrechende Seewasser löschte die Feuer in den Kesseln und ließ das Schiff schnell sinken. Nur ein einziger Passagier überlebte das Unglück. |
| 30. Juli 1871          | Westfield        | 125          | An Bord der Westfield, einer Passagierfähre, die zwischen Manhattan und Staten Island pendelte, kam es kurz vor dem Ablegen vom Staten Island Ferry Terminal in Manhattan zu einer Kesselexplosion, die den Bug des Schiffs aufriss und hunderte Menschen in den Hudson River schleuderte. Insgesamt 125 Menschen kamen beim schwersten Fährunglück im New Yorker Hafen ums Leben. |
| November 1872          | Mary Celeste     | 10           | Die Brigantine sollte eine Ladung Industriealkohol von New York City nach Genua bringen, ehe sie am 4. Dezember 1872 führerlos von einem anderen Schiff auf halbem Wege zwischen den Azoren und Portugal aufgefunden wurde. Die Mannschaft war spurlos verschwunden. Die Mary Celeste gilt als eines der bekanntesten Geisterschiffe. Ihre Überreste liegen vor dem Rochelais Riff bei Haiti unter Wasser. |
| 22. Januar 1873        | Northfleet       | 293          | Das britische Segelschiff Northfleet lag mit 379 Menschen an Bord auf dem Weg nach Tasmanien vor der Landzunge Dungeness an der Küste der englischen Grafschaft Kent vor Anker, als es von dem spanischen Dampfer Murillo gerammt wurde und innerhalb einer halben Stunde unterging. In der Panik kamen 293 Menschen ums Leben, bevor Rettung am Unglücksort eintraf. |
| 1. April 1873          | Atlantic         | 545          | Der Passagierdampfer Atlantic der britischen White Star Line strandete bei Meagher's Island in der kanadischen Provinz Nova Scotia auf einem Unterwasserfelsen. Von den 957 Menschen an Bord kamen 545 Menschen, darunter alle Frauen und alle Kinder bis auf eines, ums Leben. |
| 22. November 1873      | Ville du Havre   | 226          | Der Transatlantikliner Ville du Havre der französischen Compagnie Générale Transatlantique wurde mitten in der Nacht auf dem Nordatlantik von dem schottischen Klipper Loch Earn gerammt, brach auseinander und ging innerhalb von zwölf Minuten unter. In der kurzen Zeit konnten sich nur wenige Menschen retten. 226 der 313 Menschen an Bord ertranken. |
| 20. Mai 1874           | Nil              | 142          | Der Passagierdampfer Nil der französischen Reederei Messageries Maritimes lief im Seto-Inlandsee (Japan) auf einen bis dahin nicht bekannten Unterwasserfelsen und sank. Von den 185 Menschen an Bord überlebten nur 43. |
| 17. November 1874      | Cospatrick       | 467          | Das britische Segelschiff Cospatrick geriet mit 470 Menschen an Bord auf der Fahrt von London nach Auckland im Südatlantik, etwa 640 km südwestlich vom Kap der Guten Hoffnung aus ungeklärter Ursache in Brand und sank. Nur etwa 60 Menschen konnten sich in zwei Booten retten. Ein Boot mit fünf Menschen, von denen zwei nach der Rettung starben, wurde zehn Tage später von der British Sceptre gefunden, das andere Boot blieb spurlos verschwunden. Die Geretteten hatten durch Kannibalismus an Verstorbenen aus dem Boot überlebt. Die Hälfte der Opfer waren Frauen und Kinder.                                           |
| 24. Februar 1875       | Gothenburg       | 113          | Auf einer Fahrt von Darwin im Norden Australiens nach Adelaide im Süden des Landes wurde der Passagierdampfer Gothenburg an der Küste von Queensland von einem Zyklon überrascht und prallte auf Felsen des Great Barrier Reef. Das Schiff saß auf den Felsen fest und wurde langsam geflutet. Die meisten Passagiere wurden von Bord gespült und ertranken. Nur 22 Menschen überlebten. |
| 7. Mai 1875            | Schiller         | 335          | Am 7. Mai 1875 lief der deutsche Segeldampfer Schiller auf der Fahrt von New York nach Hamburg auf die den Scilly-Inseln vorgelagerten Riffe auf. Nur 37 Menschen konnten gerettet werden. |
| 1. Juni 1875           | Vicksburg        | 47           | Der Passagierdampfer Vicksburg der britischen Dominion Line fuhr auf einer Reise von Liverpool nach Québec vor Neufundland in ein Eisfeld und lief kurz vor Mitternacht am 31. Mai 1875 auf einen unterseeischen Eisberg, der den Propeller abtrennte und den Rumpf aufriss. Das Schiff sank am folgenden Morgen. 47 der 91 an Bord befindlichen Passagiere und Besatzungsmitglieder kamen dabei ums Leben. |
| 4. November 1875       | Pacific          | 273          | Der Raddampfer kollidierte südwestlich von Cape Flattery an der Küste des US-Bundesstaats Washington mit dem Segelschiff Orpheus und sank. Es gab zu wenige Rettungsboote und diejenigen, die zu Wasser gelassen wurden, gingen allesamt unter. Nur zwei Männer überlebten das Unglück, 273 Passagiere und Besatzungsmitglieder starben, darunter alle Frauen und Kinder. |
| 6. Dezember 1875       | Deutschland      | 57           | Durch einen Navigationsfehler lief der Dampfer Deutschland auf eine Sandbank vor der Themsemündung und zerbrach. |